# روبیدیم برمید
برمید روبیدیم که بر اساس آیوپاک به آن روبیدیم برمید نیز می‌گویند، دارای فرمول شیمیایی RbBr می‌باشد. ساختار بلوری آن مانند ساختار بلوری نمک خوراکی است و فاصلهٔ ثابت میان هریک از ذرات بلوری آن (lattice constant) برابر با ۶۸۵ پیکومتر است.
چندین راه برای تولید برمید روبیدیم وجود دارد، یکی از آن‌ها برقراری واکنش میان هیدروکسید روبیدیم و اسید هیدروبرمیک است:
RbOH + HBr → RbBr + H۲O
روش دیگر خنثی سازی کربنات روبیدیم بوسیلهٔ اسید هیدروبرمیک است:
Rb۲CO۳ + ۲HBr → ۲RbBr + H۲O + CO۲
فلز روبیدیم به تنهایی می‌تواند با برم وارد واکنش شود و تولید RbBr کند ولی این راه مناسبی نیست چرا که فلز روبیدیم بسیار گران تر از کربنات یا هیدروکسید آن است. همچنین واکنش میان روبیدیم و برم به صورت انفجاری رخ می‌دهد و خطرناک است.